# Edifício-sede da CDP
Edifício-sede da CDP é o prédio que atualmente abriga a sede administrativa da Companhia Docas do Pará (CDP), localizado no bairro de Campina, em Belém, no Pará.

## História
Fundado na década de 1940, o edifício-sede que hoje abriga a Companhia Docas do Pará (CDP), foi originalmente projetado para abrigar o Serviço de Navegação na Amazônia e Administração do Porto do Pará (SNAPP).
O prédio escolhido para sediar o SNAPP, é localizado no bairro de Campina, em Belém, capital do Pará. O SNAPP, nasce como órgão para administrar as duas empresas portuárias do Pará, a Port of Pará e a Amazon River. Em seu contexto de fundação, passou por problemas no contexto histórico, dada a Segunda Guerra Mundial e o impacto negativo que a Guerra gerou no tráfego portuário. Com uma crise estrutural na empresa e na situação portuária de Belém, o SNAPP foi extinto através do decreto Nº, 61.600, de 6 de setembro de 1967, assinado pelo governador Alacid Nunes (ARENA).
Em substituição ao SNAPP, foi fundada a Companhia Docas do Pará, empresa de economia mista fundada para substituir o órgão estatal. Desde então, o prédio abriga a principal sede da companhia no estado.

### Tombamento
Por sua importância histórica na constituição da cidade e arquitetura, o edifício passou pelo processo de tombamento junto ao Departamento de Patrimônio Histórico Artístico e Cultural do Estado do Pará (DPHAC), órgão estadual do Pará responsável pela preservação histórica do estado subordinado a Secretaria de Estado de Cultura do Pará (Secult-PA), no ano de 2000, no governo de Almir Gabriel (PSDB).